# Las bodas de Fígaro (teatro)
El día de las locuras o El casamiento de Fígaro (La Folle Journée, ou le Mariage de Figaro) es una comedia en cinco actos de Beaumarchais escrita en 1778 cuya primera representación tuvo lugar en 1784 tras varios años de censura. Obra maestra del teatro francés e internacional, la obra se considera, por su denuncia contra los privilegios arcaicos de la nobleza, como uno de los signos primigenios de la Revolución francesa. 
Beaumarchais pone en escena a los personajes principales de su obra El barbero de Sevilla o La precaución inútil (1775): el barbero Fígaro, el Conde de Almaviva, su esposa Rosina (ahora llamada la Condesa) y Bartolo, pero en un papel algo más secundario. Dos años después de su primera representación, la obra fue adaptada por Mozart y Lorenzo da Ponte con el título Le nozze di Figaro (Las bodas de Fígaro).
Es la segunda obra de una trilogía que cierra El otro Tartufo o La madre culpable, de 1792.

## Los personajes
- El Conde de Almaviva, algo libertino.
- La Condesa, esposa del Conde, Rosina en la anterior obra.
- Fígaro, valido del Conde.
- Susana, dama de la Condesa y prometida de Fígaro.
- Bartolo, médico de Sevilla y padre de Fígaro.
- Basilio, profesor de música de la Condesa.

## Edición original

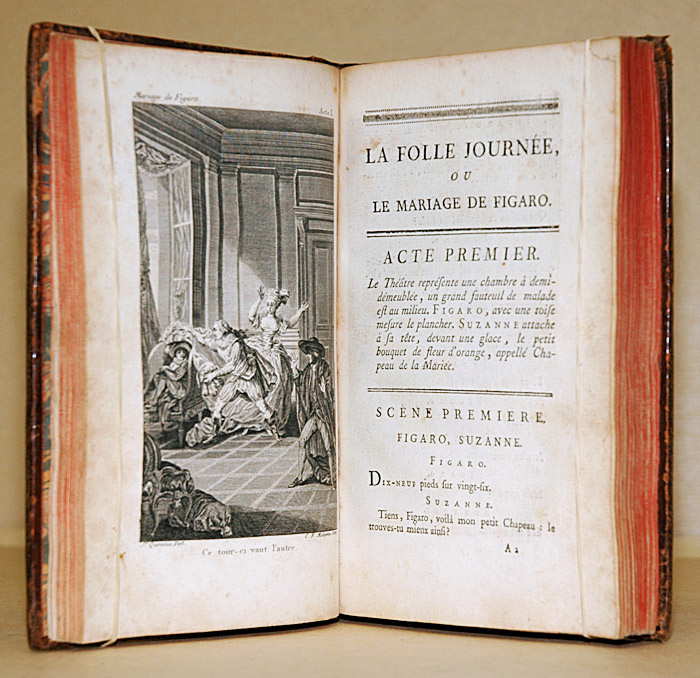
Acto 1
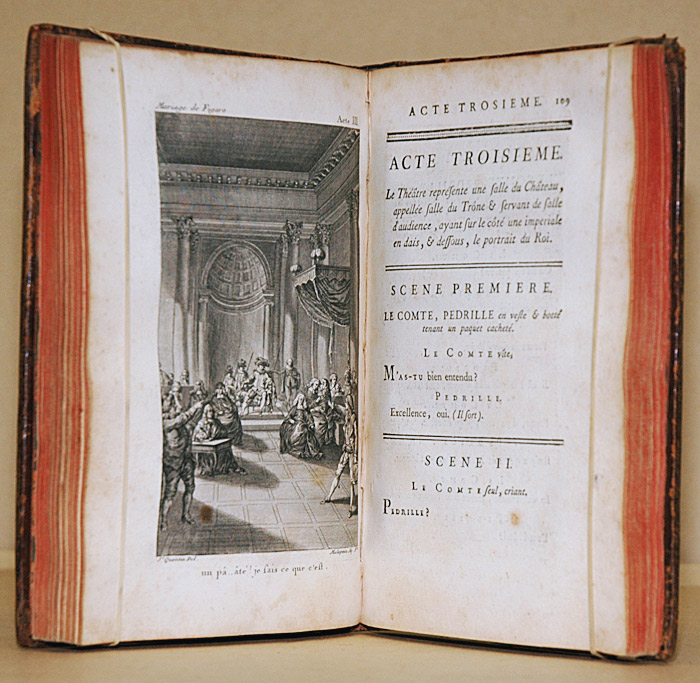
Acto 3
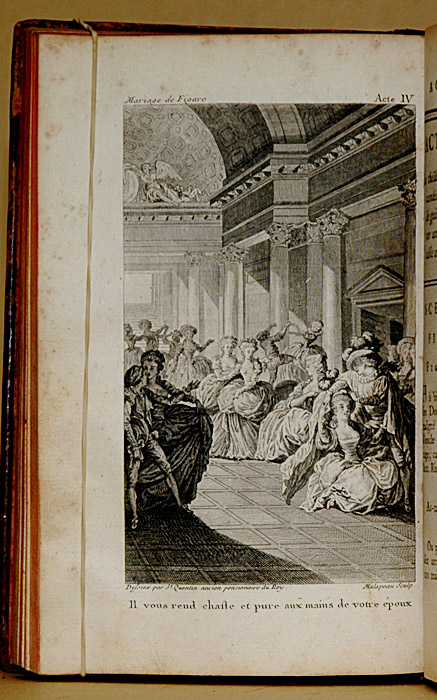
Acto 4
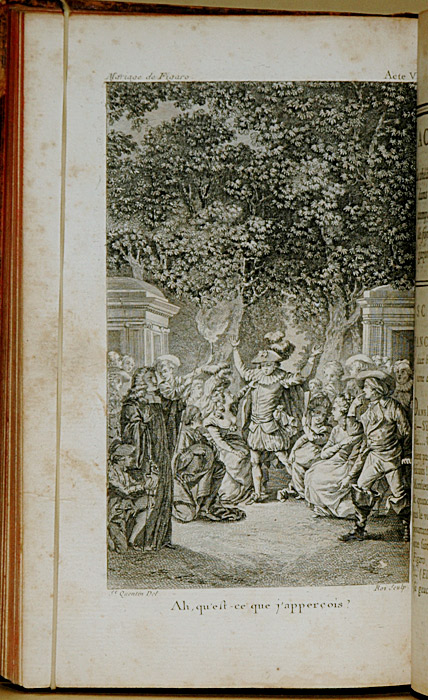
Acto 5

## Adaptaciones en teatro
- 1786: Le nozze di Figaro, K. 492, ópera bufa de Wolfgang Amadeus Mozart, con libreto en italiano de Lorenzo da Ponte.
- 1969-1982: Le Mariage de Figaro, con puesta en escena de Jean Meyer en el Théâtre des Célestins, de Lyon
- 1987: Le mariage de Figaro ou la folle journée, con puesta en escena de Jean-Pierre Vincent en el Teatro Nacional Chaillot, de París.
- 2007 ; 2012: Le Mariage de Figaro, con puesta en escena de Christophe Rauck en la Comédie-Française.
- 2012: Le Mariage de Figaro, con puesta en escena de Jean Liermier en el Théâtre de Carouge.
- 2012: Le Mariage de Figaro, con puesta en escena de Henri Lazarini en el Vingtième Théâtre.